# Raman Ghosh
Raman Ghosh (* 15. August 1942) ist ein ehemaliger indischer Badmintonspieler. 

## Karriere
Raman Ghosh gewann 1964 seinen ersten nationalen Titel in Indien gemeinsam mit Dipu Ghosh.  1967 siegten beide erneut im Herrendoppel. 1968 gewann er sowohl die Doppelkonkurrenz mit Chandrakant Deoras als auch das Mixed mit Malati Tambe Vaidya. In den beiden Folgejahren siegte er im Doppel wieder mit Dipu Ghosh. 1974 wurde er mit dem Arjuna Award ausgezeichnet, nachdem er im gleichen Jahr seinen letzten nationalen Titel erkämpfen konnte.

## Sportliche Erfolge
| Saison | Veranstaltung                 | Disziplin    | Platz | Name                              |
| ------ | ----------------------------- | ------------ | ----- | --------------------------------- |
| 1964   | Indien: Einzelmeisterschaften | Herrendoppel | 1     | Dipu Ghosh / Raman Ghosh          |
| 1967   | Indien: Einzelmeisterschaften | Herrendoppel | 1     | Dipu Ghosh / Raman Ghosh          |
| 1968   | Indien: Einzelmeisterschaften | Mixed        | 1     | Raman Ghosh / Malati Tambe Vaidya |
| 1968   | Indien: Einzelmeisterschaften | Herrendoppel | 1     | Raman Ghosh / Chandrakant Deoras  |
| 1969   | Indien: Einzelmeisterschaften | Herrendoppel | 1     | Dipu Ghosh / Raman Ghosh          |
| 1970   | Indien: Einzelmeisterschaften | Herrendoppel | 1     | Dipu Ghosh / Raman Ghosh          |
| 1974   | Indien: Einzelmeisterschaften | Herrendoppel | 1     | Raman Ghosh / Devinder Ahuja      |